# Hartwig-Hesse-Stiftung
Die Hartwig-Hesse-Stiftung ist eine gemeinnützige Stiftung bürgerlichen Rechts mit Sitz in Hamburg. Sie bietet vielseitige Dienstleistungen an im Bereich Wohnen, Betreuung und Pflege im Alter (Altenpflege). Die Verwaltung und Geschäftsführung hat ihren Sitz in der Alexanderstraße 29 in Hamburg St. Georg.

## Hartwig-Hesse-Stiftung

### Gründung und Entwicklung
Die Stiftung wurde im Jahre 1826 von dem Kaufmann Hartwig Hesse als Hartwig Hesse’s Witwen-Stift (Wohnstiftung) gegründet. Hier fanden vorzugsweise Witwen von Maklern und Schiffern unentgeltlich Unterkunft. Die einzige Auflage bestand darin, einmal jährlich einen Baum im Gemeinschaftsgarten zu pflanzen. Die Kosten wurden durch Einnahmen aus Mietwohnungen auf gleichem Gelände gedeckt. Die Verwaltung erfolgte damals durch den Gründer selbst und ein Kuratorium, das aus fünf Mitgliedern bestand. Zu diesem Zweck befand sich in der Anlage ein Verwaltungsgebäude.

### Mitglieder des Kuratoriums
- 1855: Daniel Schutte (1798–1886)

Daniel Schutte und seine Ehefrau Bertha Marianne de Jongh begünstigten durch ihr gemeinschaftliches Testament vom 13. Dezember 1882 die Stiftung.
- 2019 Aktuell besteht das Kuratorium der Stiftung aus folgenden Mitgliedern:

Anette Teichler als Vorsitzende, wirkt gemeinsam mit Regine Schultz-Süchting, Iris Schmeling, Sebastian von Meer, Christian Clermont, Peer Schmidt-Ohm, Justus zur Nieden, Andreas Thiemann und Harald Fritz.

### 20. Jahrhundert
Im Jahr 1976 erhielt die Stiftung die heutige Bezeichnung. Sie ist eine rechtsfähige, gemeinnützige Stiftung bürgerlichen Rechts und dient nach ihrer Satzung ausschließlich und unmittelbar gemeinnützigen und mildtätigen Zwecken durch Förderung der Altenfürsorge und Unterstützung bedürftiger Personen ohne Rücksicht auf das Bekenntnis zu einer bestimmten Religion. Die Stiftung wird von einem ehrenamtlichen Kuratorium und einer Geschäftsführung geleitet, denen Mitarbeiter zur Seite stehen.

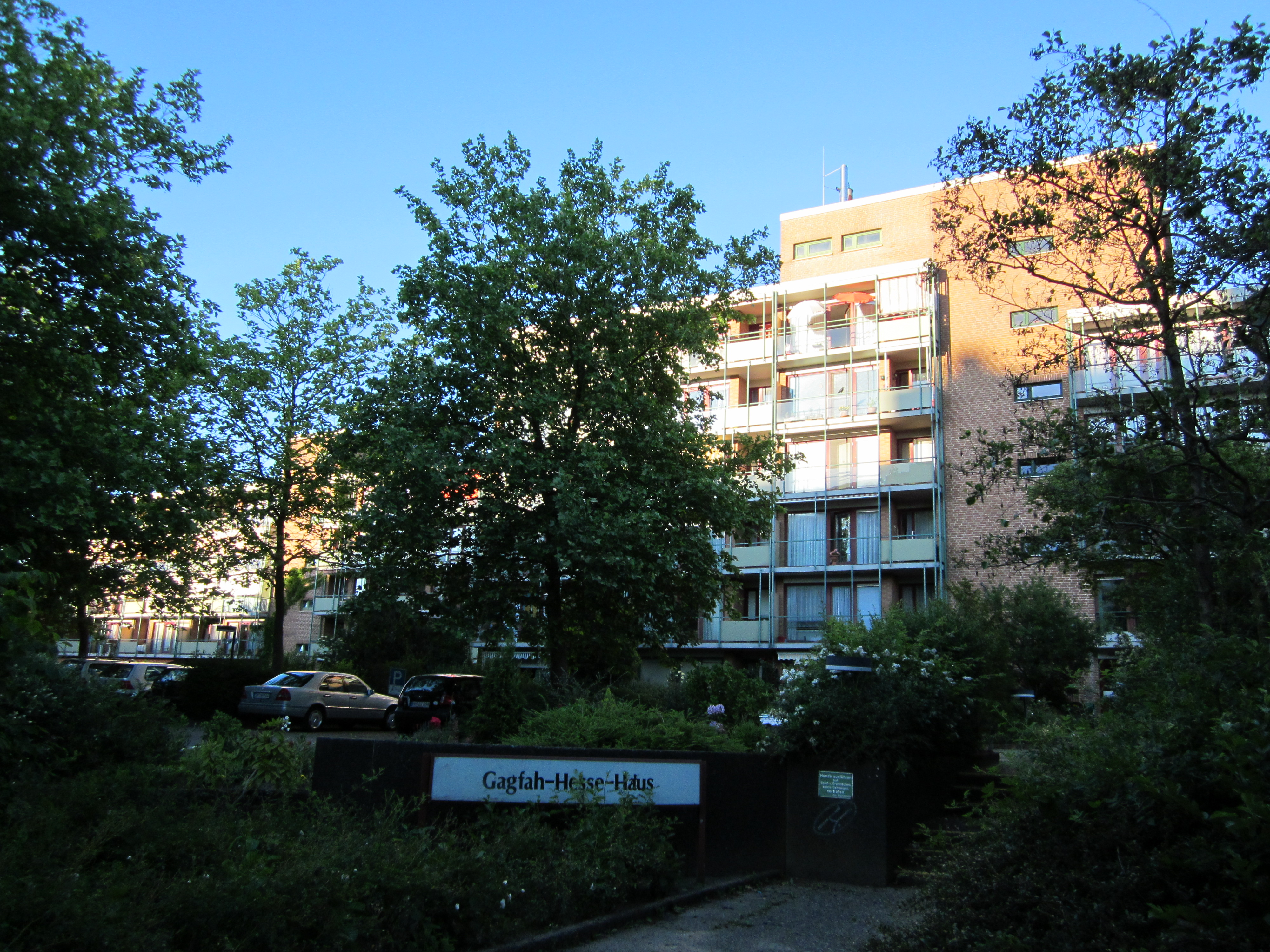
Gagfah-Hesse-Haus in Steilshoop.

## Einrichtungen
- Stationäre Pflegeeinrichtungen: Dazu gehören das Hartwig Hesse Haus am Klövensteen und das Zindler-Haus in Hamburg St. Georg.
- Betreute Wohnanlagen: Dazu gehören das Gagfah-Hesse-Haus, Hartwig-Hesse-Quartier (ehem. Hartwig Hesse’s Witwen-Stift) und die Heerlein- & Zindler-Stiftung.
- Wohnanlagen: Dazu gehören die Keitel-Stiftung, das Heine’sche Wohnstift, das St. Gertrud Stift und die Heerlein- und Zindler-Stiftung.
- Wohn-Pflege-Gemeinschaften (WPG´s) – Aktuell betreut die Hartwig-Hesse-Stiftung sechs WPG´s an folgenden Standorten: im Hartwig-Hesse-Quartier in St. Georg sowie in der Brennerstraße, im Parkquartier Hohenfelde, in Altona und zwei Wohn-Pflege-Gemeinschaft in Rissen.

## Ambulanter Dienst
- Beratung
- Häusliche Pflege und Betreuung
- Häusliche Krankenpflege
- Vermittlung von Dienstleistungen wie
- Alltagsbegleitung und Haushaltshilfe

Die ambulanten Pflegedienste in Hamburg-St. Georg, -Barmbek und -Rissen sorgen in der Häuslichkeit für Hilfe und Unterstützung. Zu den Mitarbeitern gehören qualifizierte Altenpfleger/Altenpflegerinnen, Gesundheits- und Krankenpfleger / Pflegerinnen, Pflegehelfer, Hauswirtschaftliche Helfer und Schüler im Rahmen des Bundes Freiwilligen Dienstes.